# Heroes of Might and Magic V: Tribes of the East
Heroes of Might and Magic V: Tribes of the East (укр. Герої Меча та Магії: Племена Сходу) — другий аддон до відеогри жанру покрокової стратегії Heroes of Might and Magic V. Є самостійним (англ. stand-alone) доповненням, розробленим компанією Nival Interactive і виданим Ubisoft 12 жовтня 2007 в Європі.
Сюжет завершує історію, почату в оригінальній Heroes of Might and Magic V, пропонуючи три нових кампанії.

## Нововведення

### Ігровий процес
Tribes of the East є окремим доповненням, яке не вимагає наявності оригіналу Heroes of Might & Magic V. Доповнення додало нову фракцію — Твердиню, і альтернативну гілку розвитку для всіх істот інших фракцій. Альтернативні війська відрізняються від звичайних вдосконалених іншими параметрами, маючи переваги і вразливості, порівняно з ними. Для Ордену Порядку альтернативною гілкою розвитку стали Ренегати з Hammers of Fate.
На картах додався новий тип місцевості — тайга. Був відкорегований баланс і вдосконалений інтерфейс. Так тепер стала доступна кнопка «Чекати» для військ в бою (раніше ця функція активовувалася з клавіатури). Запис бою в Tribes of the East можна зберегти; з'явилися екрани статистики володінь і героїв. В бою при наведенні миші на ворожий загін показується ступінь його небезпеки для героя.
З артефактів тепер можна складати набори, які дають можливості, яких не мають складові. Зайві артефакти можна продати на ринку на спеціальній закладці. Також там була додана закладка для відправки ресурсів союзнику. Баланс багатьох істот змінився, а фракція Некрополіс отримала перероблену систему некромантії. Тепер це вміння потребує «Темної енергії», запас якої поповнюється кожного тижня і залежить від рівня героя та кількості Кістяних стовпів у містах.
Крім трьох кампаній (не рахуючи прологу «Лють Племен») гравцеві доступні 10 нових карт для багатокористувацької гри і 5 для однокористувацької. Tribes of the East отримала офіційну підтримка модифікацій.

## Фракції

### Твердиня
Твердиня (англ. Stronghold) — фракція, що складається з істот, створених магами в результаті змішування крові людей та демонів. В більшості фракція представлена орками. Більшість істот Твердині мають показник Люті, який посилює їх і збільшується в ході бою, але зменшується, якщо віддавати накази «Чекати» чи «Оборонятися», коли істоти зазнають атаки, або взяті під контроль противником. Твердині недоступна звичайна магія, натомість є «Бойові кличі», що дають бонуси союзникам та штрафи противникам. При цьому «похідні» заклинання, як, наприклад, «Виклик підкріплень», можуть ними використовуватися.
Істоти: Гоблін (Гоблін-звіролов), Кентавр (Кентавр-кочівник), Воїн (Воїн-мучитель), Шаман (Дочка Неба), Вбивця (Кат), Віверна (Темна віверна), Циклоп (Неприборканий циклоп)
Расова навичка: Жага крові — дає шанс швидше набирати очки Люті.
Герой: Варвар — зменшує ефективність ворожої магії. Може обрати загін у своїй армії та повторювати його атаки. Здатний розвивати Лють армії, даючи на початку бою певний її запас.

## Кампанії
Лють Племен (англ. Rage of the Tribes)
Сценарії: Бійня воронів
В таборі орків шаманка Куджин (англ. Kujin) виступає перед ордою. Вона говорить, що бачила Куньяка і Бату — орків, які колись звільнили орду з-під влади чаклунів. Вони сказали їй, що орки стануть вільними коли дочекаються трьох знамень: демона, короля-дракона та павучиху — мертву і немертву. Але хан Курок (англ. Quroq), якому набридло чекати, закликає орків на битву проти Імперії Грифона. Звільнивши племена орків, і знищивши столицю Герцогства Ворона, Курок — натхненний перемогою, закликає орків до завоювання всього світу Ашан, та його жителів.
Воля Аші (англ. The Will of Asha)
Сценарії: Остання душа, Похмурий похід, Пробудження Бика, Звірі і кістки, Серце Темряви
В той час як Імперія Грифона воює з орками, в країні некромантів Еріш некромант Арантир (англ. Arantir) починає захоплювати владу в ім'я очищення світу за волею богині Аші. Вищий вампір Джованні (англ. Giovanni) збирається стати на сторону Арантира, і як доказ вірності хоче завоювати для нього місто Ілума-Надін. В Джованні є учениця Орнелла, колишня герцогиня Герцогства Бика, прогнана зі своїх земель за захоплення некромантією. Коли прибуває Арантир, Джованні клянеться йому у вірності і звертає його увагу на Орнеллу. Орнелла захоплює місто Енліл-шадуга, де дізнається про магів-демонопоклонників зі Срібних Міст на чолі з Менелагом. Арантир та Джованні посвячують Орнеллу в некроманти. В цей момент Джованні раптом нападає на Арантира, але той заздалегідь здогадувався про зраду і з легкістю знищує його. Орнелла ж присягає на вірність Арантиру, вражена вчинком свого вчителя.
Орнелла розповідає про ідолопоклонників Срібних Міст і обоє некромантів вирушають очищати землі Ашану від них. Допитуючи вцілілого мага, Арантир дізнається, що незадовго до нападу, Менелаг вирушив слідом за своїм другом з Імперії Грифона лордом Орландо в його герцогство Бика. Захопивши велику частину герцогства, герої дізнаються про реформи Святої Ізабель. Арантир розуміє, що Церква Святої Ізабель пов'язана з поширенням демонопоклонництва, і вирішує піти на Святополум'я (англ. Flammschrein), священне місто реформованої Церкви. Незабаром Арантир знаходить дорогу на місто, проте по дорозі йому зустрічаються орки на чолі з шаманкою Куджин. Оскільки у них спільна мета — боротьба з демонами, вони вирішують об'єднатися. Однак дорога на Святополум'я закрита магічним бар'єром. Від привида колишнього лорда Святополум'я він дізнається, що зруйнувати бар'єр можна якщо чотири некроманти пожертвують собою, стануть в центр чотирьох вівтарів. Орнелла і ще три некроманта встають на вівтарі і ціною своїх життів руйнують бар'єр, і Арантир може штурмувати Святополум'я. Після складної битви Арантир захоплює Святополум'я.
Увійшовши в головний храм, він знаходить заточену душу справжньої Ізабель. З розмови з нею Арантир дізнається, що її душу заточили, щоб Біара змогла прийняти її вигляд і вести підривну діяльність в Імперії Грифона зсередини, під виглядом королеви Ізабель. Також дух Ізабель розповідає про її дитину, яка має стати за задумом демонів Темним Месією, який принесе в Ашан хаос і зло.
Душа Ізабель просить Арантира зруйнувати магічні кайдани, щоб вона змогла повернутися в своє тіло і тим самим викрити Біару. При допомозі артефакта Серця Грифона, окропленого кров'ю принца Андріаса, останнього нащадка династії Грифонів, Біара відкриває ворота в Шио, звідки починає закликати легіони Інферно. Тим часом Дух Ізабель дякує Арантиру за порятунок і возз'єднується зі своїм тілом. І поки справжня Ізабель готує армію для облоги міста Кіготь, де знаходиться Біара, перед Арантиром з'являється нове завдання — першим знайти Череп Тіней, за допомогою якого Темний Месія визволить Кха-Белеха з Шио.
В честь наших батьків (англ. To Honour Our Fathers)
Сценарії: Збір черепів, Один хан, один клан, Гнів неба, Мудрість землі, Полювання на мисливця
Завоювання Ашану орками провалилося. Війська інквізитора Аларіка завдали оркам нищівного удару і вбили хана Курака. Вмираючи, хан попросив Готая, щоб той помстився за нього. Готай перемагає в спеціальному змаганні і стає новим ханом.
Шаманка Куджин вирушає в далекі землі сповістити розрізнені племена про нового хана і надихнути їх приєднатися до нього. На зворотному шляху вона зустрічає жменьку лицарів Імперії Грифона, які ховали принца Андріаса. Вони погодилися об'єднатися з орками проти демонів. Далі Куджин зустрічається з Арантиром, який одноосібно вирішує захопити Святополум'я.
В цей час хан Готай організував масове вторгнення в Імперію та скоїв каральні нальоти на кілька міст, не відаючи різниці між Синіми (заколотниками) і Червоними (прихильниками Біари). Між тим Аларік організував полювання на Готая. Готай як хан вирішує насамперед відвідати місто магів Шахібдію, місце створення магами орків і могилу Куньяка. Готай захоплює міста, зайняті магами-демонопоклонниками, в тому числі і Шахібдію, і разом з ордою відвідує могилу. Інквізитор до цього часу наздогнав Готая, але хан вбиває Аларіка. Хан приймає рішення вступити в фінальну битву проти демонів.
Політ на порятунок (англ. Flying to the Rescue)
Сценарії: Справи та шляхи Темряви, Завіса зривається, Призов дракона, Яскравий вихід
Помстившись за Курака, хан Готай і шаманка Куджин приходять на аудієнцію до мага Зехіра, який в цей час прибув з візитом в Шахібдію. В ході розмови маг дарує хану Посох Куньяка. Хан доповідає Зехіру про жалюгідний стан Імперії Грифона. Зехір і Готай домовляються зібрати армії і через кілька днів зустрітися перед облогою Кігтя.
Зехір зустрічається з темною ельфійкою Ілайєю, від якої дізнається, що Раїлаг пішов шукати Месію Зла. На допомогу їй, маг утихомирює агресивні залишки клану Суворих Сердець. Далі Зехір вирушиає до Імперії Грифона.
Ледве Зехір ступив в Імперію, як на нього нападає червоний лицар, який на поле бою закликає демонів. Загін лицаря переходить на сторону Зехіра, і разом вони перемагають їх. Після бою до мага звертається священик з вибаченнями і пропозицією провести ритуал очищення, щоб розвіяти ілюзію, під якою ховаються демони під видом червоних військ.
Для ритуалу потрібно відшукати Сльозу Аші, а також священика і інквізитора на додаток до адепта. Зехір виконує умови і бере участь в ритуалі. Зехір зустрічається з Фрідою і Дунканом, і останній згадує про Вульфстена, який проблемами пов'язаний у себе в Грімхеймі. Зехір вирішує вирушити до Вульфстена і вирішити його проблеми. Зехір йде, а Дункан і Фріда йдуть знищувати недавно викритих демонів силами Імперії Грифона.
Зехір прибуває в Грімхейм і зустрічається з Вульфстеном. Той скаржиться, що гноми різних кланів через вбивство короля Толгара ополчилися проти нього, а верховний жрець Арката Хангвул активно підтримує їх у цій боротьбі. Тільки сам Бог-дракон Аркат може змінити ситуацію, але він багато десятиліть мовчить.
Вульфстен просить Зехіра відшукати Святилище Вогню Землі, де Аркат може явитися в світ. Зехір знаходить це місце, але йому перегороджує шлях вигнанець Рольф, який прагне стати новим королем гномів. Зехір вступає в бій і вбиває його. Шлях до святилища тепер вільний. Зехір чекає Вульфстена і Хангвула і вони входять всередину. З'являється Аркат, що проголошує Вульфстена новим королем Грімхейма, а Хангвул повинен донести до всіх гномів звістку про це.
Армії союзників зустрічаються і об'єднуються при штурмі Кігтя. Вони долають демонів, ламають міські ворота і на вулицях Кігтя здобувають перемогу. Біара зловтішається з того, що виправити наслідки її дій буде дуже важко. Королева Ізабель вбиває її, після чого відрікається від трону і проголошує Фріду першою королевою нової Імперії, яка отримує назву Імперія Єдинорога. Та Кха-Белех ще не переможений і десь знаходиться його син, що повинен стати Темним Месією, тому боротьба зі злом не завершена.
Події, пов'язані з Темним Месією показуються у грі Dark Messiah of Might and Magic та спеціальній карті до Tribes of the East, яка коротко переповідає її сюжет.